# Lonely walk
Lonely walk is een lied van de Nederlandse band The Cats uit 1970. Het werd geschreven door de leadzanger van de band, Piet Veerman.
The Cats brachten Lonely walk voor het eerst uit op het album Take me with you dat de status van goud bereikte. Later werd het lied nog zeven maal op een verzamelalbum gezet, waaronder op de derde specialties-cd uit Collected uit 2014. Daarnaast verscheen het nog op de B-kant van de Japanse single Where have I been wrong en op de dvd Trying to explain.
Aan het nummer zijn geluidseffecten van wind en voetstappen toegevoegd en is met een duur van 6:17 minuten relatief lang. Verder is er een belangrijke rol voor gitaarsolo's door Piet Veerman die het lied ook zingt.
Het lied gaat over een man en zijn eenzame nachtelijke zoektocht naar zijn geliefde die hij jaren geleden heeft verlaten en naar wie hij nog steeds verlangt.
Het lied belandde in 2013 op nummer 31 van de Volendammer Top 1000, een eenmalige all time-hitlijst die werd samengesteld door de luisteraars van 17 Noord-Hollandse radio- en televisiezenders. Op nummer 291 van deze lijst staat nog een coverversie van Lonely walk die werd uitgevoerd door Simon Stein en Nico Tol (voorheen onder meer Next One).